# 1077-й зенитный артиллерийский полк
1077-й зенитный артиллерийский полк — полк зенитной артиллерии войск ПВО СССР, участвовавший в Великой Отечественной войне и состоявший почти целиком из девушек. Командовал полком подполковник В.Е.Герман. Получили известность действия полка на первом этапе Сталинградской битвы. 
23 августа 1942 года три батареи 85-мм орудий полка вступила в неравный бой с 16-й танковой дивизией вермахта и были уничтожены. На немецких танкистов произвел гнетущее впечатление тот факт, что расчеты зенитных орудий состояли целиком из юных девушек.

## История
Полк был развёрнут в Сталинградском корпусном районе ПВО на базе 85-го отдельного зенитного артиллерийского дивизиона 1-го формирования в начале 1942 года. Подавляющую часть его личного состава (до 63 %) составляли девушки-добровольцы: среди них были как уроженки Сталинграда, которые учились в школах и училищах или уже окончили их, так и жительницы других городов СССР. Всего насчитывалось 75 девушек в полку. Средний возраст служивших составлял 18 лет. На вооружении полка были 37-мм зенитные пушки 61-К и 85-мм зенитные пушки 52-К, способные не только сбивать самолёты, но и успешно бороться с танками противника. 1077-му полку было дано задание: прикрывать от авианалётов заводскую часть Сталинграда.
В составе действующей армии с 10 марта 1942 по 27 июня 1943 и с 16 июля 1944 по 1 августа 1944 года.
23 августа 16-я танковая дивизия при поддержке 4-го воздушного флота, преодолев за день более 50 км, вышла к Волге у северной окраины Сталинграда. В поле зрения немецких танкистов оказался Сталинградский тракторный завод. Его защищали три батареи 85-мм орудий, а именно 37 пушек с расчётами из девушек-добровольцев. Командовал дивизионом капитан Лука Иванович Даховник. В помощь девушкам были отправлены два танка и три бронетрактора, а также батальон рабочего ополчения. Остальные части 62-й армии находились в десятках километров от города и вели бои на левом берегу Дона.
Девушки не были обучены вести огонь по танкам, однако выхода не было. Танкисты первыми открыли огонь по орудиям, уничтожая зенитки вместе с расчётом. Но в ответ советские зенитчицы стали стрелять по танкам прямой наводкой. После нескольких безуспешных атак Витерсхайм приказал бросить в бой авиацию: истребители Me-109 и бомбардировщики Ju-87 атаковали с воздуха зенитчиц, но по самолётам старались не стрелять, экономя боеприпасы для стрельбы по танкам. Даже после бомбёжки высоток, на которых закрепились зенитные расчёты, бой не прекращался. Немцы двинулись вперёд, в буквальном смысле давя и пушки, и девушек. Почти полностью были перебиты и рабочие с завода, вышедшие сражаться.
С 23 по 24 августа 1942 итого зенитчицами 1077-го полка были подбиты 83 танка, из них 33 уничтожены; дополнительно уничтожены 15 грузовых транспортных автомобилей, три батальона пехоты и две цистерны с горючим, а также сбиты по разным данным от 14 до 20 самолётов. Но и сам полк потерял все орудия: очень немногие зенитчицы пережили эту атаку и сумели спастись. Немецкие танкисты были весьма удивлены, обнаружив что расчеты орудий состояли из юных девушек 17—18 лет.
После битвы командующий 14-м корпусом Густав фон Витерсгайм, приказал солдатам закрепиться на позиции.
Потери полка в результате боёв 23-24 августа 1942 года точно установить невозможно. Согласно хранящемуся в ЦАМО донесению начальника 4-го отдела Сталинградского корпусного района ПВО № 0143 от 19 января 1943 года майора Бышевого Д. Ф. безвозвратные потери 1077-го зенитного артполка за период с 23.08.1942 г. по 01.12.1942 года составили 436 человек (в том числе — 44 женщины). Из него видно, что в течение 23-24 августа погибло 148 военнослужащих полка (из них 19 женщин) и 14 военнослужащих 2-го дивизиона 137-го зап (в том числе — 1 женщина). Среди погибших девушек подавляющее число (42 из 45) было 1921—1923 годов рождения и старше.
1077-й зенитный артиллерийский полк внёс свой вклад в оборону Сталинграда, замедлив продвижение немцев, сорвав их планы по захвату северной части города. Одна из улиц волгоградского микрорайона Водстрой в честь зенитчиц 1077-го зенитного артиллерийского полка так и называется — «Улица Зенитчиков».
В мае 1945 года полк был включён в 86-ю дивизию ПВО.

## Память
- В память о полку, воевавшем на территории  посёлка Водстрой города Волгограда названа улица Зенитчиков.
- В Волгоградском колледже управления и новых технологий имени Юрия Гагарина размещён музей 1077 зенитного артиллерийского полка[9]

### Комментарии
1. ↑  Танки были присланы прямо в конвейера СТЗ и были некомплектны: отсутствовали орудийные прицелы, наводить орудия приходилось через ствол. Экипажи танков были сформированы из рабочих СТЗ, при этом некоторые механики-водители были женщинами.
2. ↑  Данные о потерях танков 16-й дивизии в немецких архивах отсутствуют.
3. ↑  В боевые части вермахта и ваффен-СС женщин не призывали до самого конца войны

### Сноски
1. ↑  Прописаны навечно Архивная копия от 18 июля 2014 на Wayback Machine (рус.)
2. ↑  ДЕВУШКИ-ЗЕНИТЧИЦЫ. ПОДВИГ ПОД СТАЛИНГРАДОМ. Архивная копия от 25 ноября 2016 на Wayback Machine (рус.)
3. ↑  Erickson, 2003, с. 369.
4. ↑  ПРОТИВОВОЗДУШНАЯ ОБОРОНА СТАЛИНГРАДА Архивная копия от 14 декабря 2014 на Wayback Machine Архивировано 14 декабря 2014 года. (рус.)
5. ↑  БЕССМЕРТНЫЙ ПОДВИГ В НЕБЕ РОДИНЫ Архивная копия от 4 марта 2016 на Wayback Machine (рус.)
6. ↑  Героическая оборона Сталинграда Архивная копия от 10 декабря 2014 на Wayback Machine (рус.)
7. ↑  ОБД Мемориал. obd-memorial.ru. Дата обращения: 19 января 2021.
8. ↑  Архив МО. Фонд Сталинградского корпуса ПВО. Оп. 200623, д.1,л.3, 6,8,46,112-116.
9. ↑  Главная страница. ГБПОУ "ВКУиНТ им. Ю. Гагарина". Дата обращения: 15 октября 2019. Архивировано 15 октября 2019 года.